# Liste der Monuments historiques in Jutigny
Die Liste der Monuments historiques in Jutigny führt die Monuments historiques in der französischen Gemeinde Jutigny auf.

## Liste der Objekte
| Bezeichnung | Beschreibung                      | Standort                               | Kennzeichnung | Schutzstatus | Datum | Bild |
| ----------- | --------------------------------- | -------------------------------------- | ------------- | ------------ | ----- | ---- |
| Antependium | Holz, Anfang des 16. Jahrhunderts | in der Kirche St-Hubert-St-Roch (Lage) | PM77004783    | Inscrit      | 1994  |      |